# Knopp
Knopp är förstadiet till en blomma eller bladigt skott innan de slagit ut. En knopp är ett helt skottsystem som är mycket förkortat. De yttersta bladen är omvandlade till knoppfjäll som skyddar mot uttorkning och annat tiden innan knoppen slår ut.

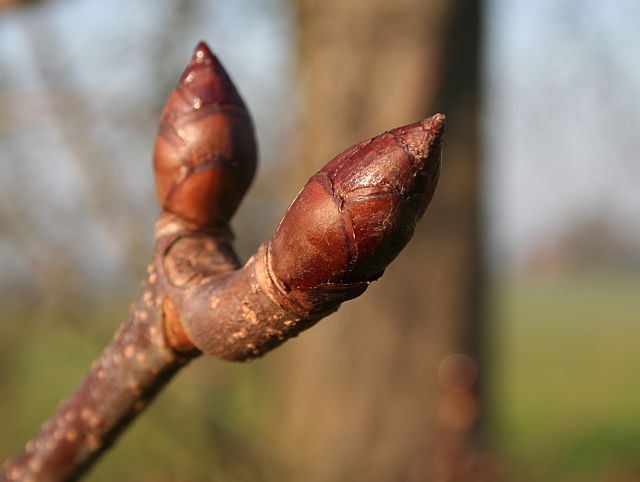
Knoppar hos hästkastanj.
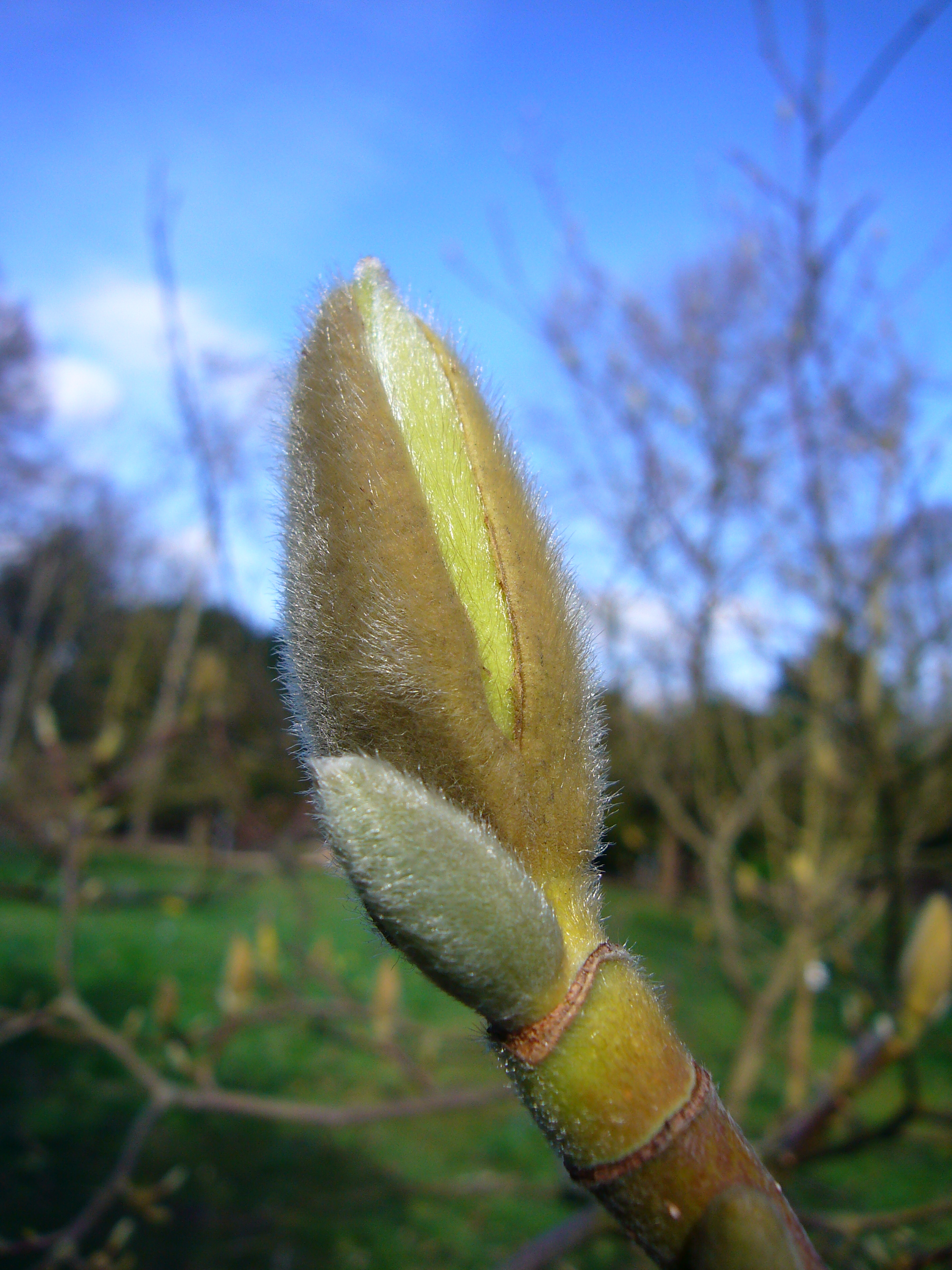
Blomknopp och mindre bladknopp hos Magnolia denudata.
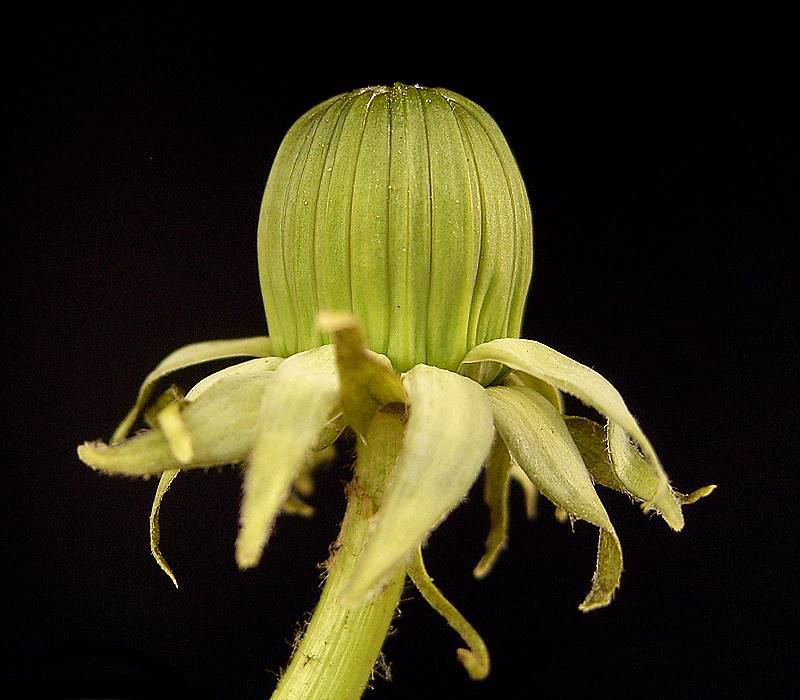
Knopp av ogräsmaskros som rymmer en hel blomkorg.